# 누브라우는토끼
누브라우는토끼 또는 누브라피카(Ochotona nubrica)는 우는토끼과에 속하는 포유류의 일종이다. 부탄과 중국, 인도, 네팔 그리고 파키스탄에서 발견된다.